# Bernd Höing
Bernd Höing   (Berlín, 4 de març de 1955) és un remer alemany, ja retirat, que va competir sota bandera de la República Democràtica Alemanya durant les dècades de 1970 i 1980.
El 1980 va prendre part en els Jocs Olímpics d'Estiu de Moscou, on guanyà la medalla d'or en la prova del vuit amb timoner del programa de rem. En el seu palmarès també destaquen quatre medalles al Campionat del Món de rem, dues d'or i dues de plata, entre les edicions de 1978 i 1983.